# Orenburg
Orenburg (ruski: Оренбург) je grad na rijeci Uralu. Upravno je središte Orenburške oblasti unutar Privolškog saveznog okruga, u Ruskoj Federaciji. Prema popisu iz 2008. godine, grad je imao 526.430 stanovnika.

## Zemljopisne odrednice
Orenburg se nalazi 1478 km istočno od Moskve, na 51°46′N 55°06′E / 51.767°N 55.100°E. Leži na rijeci Ural, blizu granice s Kazahstanom, na krajnjem istoku Europe. Kazaška stepa počinje samo nekoliko desetaka kilometara južno od grada. Ukupna površina gradskog područja je 300 km².
Grad ima kontinentalnu klimu s blagom sušnom tendencijom. Ljeti je količina oborina prilično mala, zbog relativno visokih temperatura. Zime su dosta hladne, a temperatura se rijetko penje iznad -10 °C. Snijeg pokriva tlo u prosjeku 134 dana godišnje. Prosječna visina snijega u veljači iznosi 26 cm, dok je najveća zabilježena visina snijega bila 136 cm.
Prosječna temperatura u siječnju je -11,27 °C, a u srpnju 21,79 °C.

## Povijest
Rusko Carstvo je planiralo izgradnju istočnog pograničnog utvrđenog grada u regiji Južni Ural. Trebao je biti nazvan Orenburg 1734. Naseljenici su izvorno osnovali naseobinu 1735. na ušću rijeke Or u rijeku Ural. Ime grada znači "tvrđava na Oru", budući je "Burg" njemački naziv za utvrđeni grad. Ovo naselje je promijenilo svoje ime 1739. u Orsk. Bilo je pokušaja osnivanja još jednog Orenburga na mjestu zvanom Krasnogar, ili "Crvenom Brdu" 1741., ali ovo naselje nije uspjelo opstati. Treći Orenburg je uspješno utemeljen 1743. na njegovom današnjem mjestu, približno 250 km nizvodno rijekom Uralom od Orska.
Ovaj treći Orenburg je funkcionirao kao važna vojna ispostava na međi s nomadskim Kozacima. Postao je središte Orenburških Kozaka. Nakon uključenja središnje Azije u Rusko carstvo, Orenburg se pretvara u trgovačku postaju i bitno željezničko čvorište na putu prema novih središnjeazijskim posjedima i prema Sibiru.
Orenburg je jedno vrijeme bio i glavni grad Kirgiske ASSR (u današnjem Kazahstanu) unutar Rusije 1920. – 1925. Kada je ta republika preimenovana u Kazačku ASSR 1925., Orenburg se ponovno pridružio "užoj" Rusiji, a Alma-Ata (današnji Almaty) je postao novi glavni grad. Iako je republika postala Kazačka SSR 1936., Orenburg je ostao u Rusiji.
Od 1938. do 1957. grad je nosio ime Čkalov (Чкалов), prema slavnom sovjetskom testnom pilotu Valeriju Čkalovu. 
Udaljenost grada od nacističke invazije tijekom Drugog svjetskog rata, navela je brojne sovjetske tvrtke da pobjegnu ondje, pomogavši tako gospodarski rast grada.

## Gospodarstvo
Poduzeće Orenburgenergy jedno je od većih energetskih poduzeća u Rusiji. Značajne djelatnosti su i eksploatacija prirodnog plina i nafte.
Zračna luka Orenburg je jedna od većih u ovom dijelu Rusije. Grad je poznat i po vojnoj zrakoplovnoj bazi za obuku pilota, gdje se školovao i Jurij Gagarin.

## Kultura
U gradu se nalaze Orenburško dramsko kazalište, opera, Tatarsko dramsko kazalište i kazalište lutaka Pierrot.
Poznati violončelist Mstislav Rostropovič podrijetlom je iz Orenburga, gdje je u djetinjstvu jedno vrijeme i živio. 

## Vanjske poveznice
- Službena stranica  Arhivirana inačica izvorne stranice od 2. travnja 2009. (Wayback Machine) (rus.)
- Povijest Orenburga  Arhivirana inačica izvorne stranice od 13. ožujka 2008. (Wayback Machine) (engl.)